# Kristi Lärjungar
Kristna Kyrkan - Kristi Lärjungar (Christian Church - Disciples of Christ) är ett kristet trossamfund, med rötter i den amerikanska reformationsrörelse som växte fram i början av 1800-talet, till följd av Alexander Campbells och Barton W. Stones förkunnelse. 
Kristi Lärjungar bildades officiellt 1827 och är idag en av de största kristna trossamfunden som grundats på amerikansk mark. Man uppger sig ha 277 864 medlemmar (2022), i nära 3 600 församlingar i Nordamerika. 
Rörelsen har en baptistisk dopsyn.[källa behövs]

## Splittring
Enigheten bland lärjungarna sattes på prov mot slutet av 1840-talet då ett missionssällskap bildades och några församlingar började använda sig av instrumentalmusik (till att börja med främst pianon och orglar). Många mindre landsbygdsförsamlingar i den amerikanska södern ogillade denna utveckling och efter det amerikanska inbördeskriget tilltog meningsmotsättningarna.
Under 1870- och 80-talen delades rörelsen i praktiken i två grupper men eftersom det inte fanns någon central organisation eller samfundsledning så skedde aldrig någon formell splittring förrän man i USA 1906 genomförde en nationell insamling av statistiska data rörande religiös tillhörighet. De församlingar som ogillade missionssällskap och instrumentalmusik bad då att få registreras separat som Kristi församlingar.